# Уканамхарі
Уканамхарі (груз. უკანამხარი) — село в Грузії.
За даними перепису населення 2014 року в селі проживає 23 особи.